# Jipo
Jipo is een bestuurslaag in het regentschap Bojonegoro van de provincie Oost-Java, Indonesië. Jipo telt 1855 inwoners (volkstelling 2010).